# رود کورا (روسیه)
رود کورا (انگلیسی: Kura) یک رودخانه در سرزمین استاوروپول کشور روسیه است.